# Borta bäst
Borta bäst är en roman skriven av Sara Kadefors. Den utkom på Piratförlaget i augusti 2009. I juni 2010 utkom den på pocket. Boken är Kadefors andra vuxenroman.

## Handling
Boken handlar om Sylvia som är hemlös men ändå propert klädd och fräsch.
Orsaken till Sylvias hemlöshet är att hon under en längre tid har förskingrat 500 000 kr från dottern Jonna, pengar som Sylvias svärmor testamenterat till sitt barnbarn. När förskingringen uppdagas skiljs Sylvia och maken Paul. Sylvia flyttar först till en liten lägenhet, men när hon inte längre kan betala hyran flyttar hon ut i sin bil. Bilen blir hennes trygghet och hon parkerar bilen i en skogsglänta utanför Ikea, där hon dricker gratiskaffe, i smyg äter matrester från andra gästers bord och försöker upprätthålla sin fasad.
En dag plockar Sylvia upp en liftare, en kvinna som heter Lisbet. Vid en kraftig inbromsning hugger plötsligt smärtan till i ryggen och Lisbet tar med Sylvia hem till sig där Sylvia får låna hennes ryggbänk. Sylvia lämnar lägenheten utan ett tack till Lisbet, men söker upp henne en tid senare då hennes bil har packat ihop. Lisbet låtsas tro den historia som Sylvia drar för henne och låter henne bo på soffan i lägenheten. Sylvia tror först att Lisbet är prostituerad, men inser snart att hon är narkoman. Lisbet langar och snart dras även Sylvia in i en för henne helt ny värld.
En dag stormar två poliser in i lägenheten och genomför en husrannsakan där de finner knark. Både Lisbet och Sylvia förs till häktet. Polisen har fått veta att Sylvia sålt knark åt Lisbet, vilket Sylvia efter en tid i häktet till slut erkänner. Hon golar även på Lisbet och säger att hon har sålt knark. I häktet får Sylvia besök av Paul och Jonna, men väljer att inte träffa dessa. När Paul återvänder en andra gång får hon veta att Jonna är än argare på sin mamma än tidigare. Sylvia blir nu släppt ur häktet om Paul erbjuder henne att bos hemma hos honom på Kaprifolvägen. Sylvia går till sin gamla arbetsplats där hon efter samtal med chefen får jobbet tillbaka.
Sylvia anordnar sedan en grillfest på Kaprifolvägen. På festen kommer människor från både hennes nya och gamla liv. Vartefter kvällen fortskrider uppdagas det att Reza, langaren till Lisbet, och Sylvia har en relation. Mitt under festen tar Sylvia bilen och lämnar Kaprifolvägen. Hon åker till den dunge utanför Ikea där hon tillbringat många nätter. Därefter säljer hon bilen och beger sig till Reza. Hon avslöjar att hon troligtvis kommer att få en eller två månaders fängelse för narkotikaförsäljningen, men att hon eventuellt kan få elektronisk fotboja och på så vis slippa fängelset. Slutligen ringer hon och tar reda på Jonnas adress. Reza skjutsar henne och väl där ger hon de 120 000 kronorna hon fick från bilförsäljningen till sin dotter. Dottern ler inte, men är inte lika avigt inställd som innan. En lång försoningsprocess har inletts.

### Passager öppna för tolkning
- En del kapitel avslutas med ett brev där det inte framgår vem som är sändare och mottagare. Det står dock klart att sändaren befinner sig på semester i Italien. I ett av breven står det dock "Jag önskar att du kunde komma hit och att vi kunde ses alla tre"[3], vilket skulle kunna implicera att det är Sylvia som befinner sig i Italien och att hon vill att Paul och Jonna ska komma dit.
- Romanen har ett s.k. öppet slut, ett slut där författaren inte fullt ut redovisar vad som komma skall. Det står inte uttryckligen huruvida Jonna och Sylvia kommer att försonas eller inte, även om det mesta talar för att de gör det (Jonnas fientliga inställning till mamman har gradvis tonats ned ju längre handlingen fortlöpt).
- Vid några tillfällen återges en mailkonversation. Det står klart att Sylvia är den ena parten i kommunikationen, men det står aldrig uttryckligen vem den andra är. Mailen uttrycker emellertid ett starkt hat gentemot Sylvia, vilket borde innebära att det är Jonna som har skrivit dem.

## Karaktärer (urval)
- Sylvia - bokens protagonist och berättarröst. Hon är hemlös och lever på att äta kvarlämnad mat på Ikea. Sylvia levde tidigare ett ordnat liv med radhus, bra jobb och familj.
- Lisbet Larsson - en narkoman som Sylvia tar upp som liftare. Efter en kraftig inbromsning får Sylvia kraftiga ryggsmärtor, varför Lisbet låter Sylvia bo hos henne. Alltefter vad tiden lider blir de båda goda vänner.
- Micke - en narkoman som har en relation till Lisbet (hur denna relation ska definieras är dock oklart även om Micke säger sig älska Lisbet). Han erbjuder sig att laga Sylvias bil när den går sönder, men stjäl den istället. I bokens slutskede lämnar han tillbaka den.
- Paul - Sylvias f.d. man. Han bor tillsammans med sin nya flickvän, Eva, och Sylvias och hans gemensamma dotter, Jonna, i ett radhus på Kaprifolvägen.
- Jonna - Sylvias och Pauls 18-åriga dotter. Jonna är fixerad vid ytliga extravaganser och noga med att upprätthålla en cool fasad. Hon hatar sin mamma eftersom hon tagit 500 000 av hennes pengar och lämnat familjen.
- Eva - Pauls nya flickvän. Bor på Kaprifolvägen i ett radhus tillsammans med Paul och Jonna.
- Astrid - en bibliotekarie på ett bibliotek dit Sylvia brukar gå till om dagarna. Hon är engagerad, hängiven sitt yrke och fast besluten att vända bibliotekets dåliga besökssiffror. Bakom den lyckliga fasaden döljer sig emellertid en djupt olycklig och osäker människa.
- Reza - en knarklangare som Sylvia träffar hemma hos Lisbet. De båda får genast en bra kontakt och inleder senare i boken en sexuell relation.
- Staffan - Sylvias chef. Han har starka känslor för Sylvia.
- Alice - en f.d. vän till Sylvia. De båda träffades då Alices dotter, Louise, och Jonna blev vänner. Jonna står mycket nära både Alice och Louise, som hon nästan ser som sin nya familj.
- Louise - Alices dotter och Jonnas bästa vän.
- Ted - en anställd på Ikea som vid upprepade tillfällen avhyser Sylvia från varuhusets sängavdelning då hon lagt sig där för att sova.

## Teman

### Det orättvisa klassamhället
Protagonisten Sylvia har gjort en klassresa där hon har gått från att vara en stilfull karriärkvinna i den övre medelklassen till att bli en kvinna på samhällets botten. Vi får även möta andra karaktärer som har diametralt olika socioekonomiska förutsättningar, till exempel Lisbet kontra Paul och hans fru. I anslutning till detta berörs också vad som skulle kunna beskrivas som den hårfina skillnaden mellan framgång och olycka, då Sylvia på bara några månader får en dramatiskt förändrad livssituation.

### Den ytliga framgångskulturen
Sylvia är en ytligt fixerad kvinna som genom sitt yttre upprätthåller en viss samhällelig status. Hon värdesätter dyra kläder, god uppfostran och pengar, värderingar som hon fört vidare till sin dotter, Jonna. Temat förstärks även av att Sylvia obemärkt kan snylta kaffe och mat på Ikea, det förväntas inte av en människa med en sådan samhällelig status att leva på det sättet. En välputsad fasad kan dölja den egentliga sanningen.

## Intertextuella referenser
- Den amerikanske artisten Bruce Springsteen omnämns vid flera tillfällen i boken. Han är också Pauls favoritartist.
- Den amerikanske skådespelaren Chevy Chase omnämns vid ett tillfälle. Astrid säger att hennes doktor liknar honom.
- När Sylvia befinner sig i häktet läser hon en roman av den brittiska författarinnan Jane Austen. Titeln på verket omnämns aldrig, men Sylvia säger att två av karaktärerna i romanen är systrarna Marianne och Elinor, vilka är protagonisterna i romanen Förnuft och känsla. Astrid lånar även ut samma bok till Sylvia tidigare i historien, men då läser Sylvia den inte.
- Astrid säger, med sarkastisk ton, att hon tror att Sylvia gillar filmerna Titanic och Pretty Woman.

## Pressröster
Boken fick ett blandat mottagande när den utkom. DN skrev följande: ”Borta bäst är alltså en intressant tendensroman, men inte särskilt bra. Det sockersöta slutet ger mig diabetes och karaktärerna är i de allra flesta fall silhuetter. SVD gav ett övervägande positiv omdöme om boken, där de berömde Kadefors berättarteknik, men även kritiserade vissa av hennes karaktärer för att vara överflödiga. Aftonbladets Åsa Linderborg var övervägande positiv i sin recension, där hon berömde Kadefors för hennes analys av den "förytligande medelklassens konsumtionsbegär". Expressen gav boken ett dåligt omdöme, där den beskrevs som "en roman som aldrig på allvar förmår att se bortom den ytlighet den vill skildra."